# Блатник, Джеффри
Джеффри Карл «Джефф» Блатник (англ. Jeffrey Carl „Jeff“ Blatnick; 26 июля 1957, Niskayuna, Нью-Йорк — 24 октября 2012, Скенектади, Нью-Йорк) — американский борец классического стиля, олимпийский чемпион Игр в Лос-Анджелесе (1984), призёр розыгрышей Кубка мира. Один из немногих страдавших раком спортсменов, ставших олимпийскими чемпионами.

## Спортивная карьера
Начал свою борцовскую карьеру в 1973 г. в Niskayuna High School в Нискиюне, штат Нью-Йорк. Первоначально выступал одновременно в классике и вольной борьбе, выиграв 69 из 81 поединков. В 1975 г. стал чемпионом штата Нью-Йорк по вольной борьбе в тяжелом весе. С 1976 г. продолжил свою спортивную карьеру. В 1977 году занял третье место на чемпионате мира среди юниоров. Выступая за колледж Спрингфилда (штат Массачусетс), выиграл два национальных чемпионата и квалифицировался на московскую Олимпиаду-80, которую пропустил из-за бойкота со стороны стран Запада. В том же году стал чемпионом Соединенных Штатов по греко-римской борьбе в супертяжелом весе и завоевал серебро на первенстве мира в Треллеборге.
В 1982 г. у спортсмена была диагностирована болезнь Ходжкина, несмотря на онкологическое заболевание он начал подготовку к летним Играм в Лос-Анджелесе (1984). Справившись с психологической нагрузкой и побочными эффектами радиологического лечения, он выиграл золотую олимпийскую медаль в турнире по греко-римской борьбе, победив по очкам шведа Юханссона, позже дисквалифицированного за применение допинга. На церемонии закрытия Олимпийских игр в Лос-Анджелесе Блатнику было доверено нести национальный флаг США. 
| Круг                           | Соперник             | Страна    | Результат | Основание                               | Время схватки |
| ------------------------------ | -------------------- | --------- | --------- | --------------------------------------- | ------------- |
| 1                              | Рефик Мемишевич      | Югославия | Победа    | Пассивность соперника (3 балла)         | 5:12          |
| 2                              | Панайотис Поикилидис | Греция    | Поражение | 3-4 (1 балл)                            |               |
| Финал в группе «А» (встреча 1) | Рефик Мемишевич      | Югославия | Победа    | Зачёт предварительной схватки (3 балла) |               |
| Финал в группе «Б» (встреча 2) | Панайотис Поикилидис | Греция    | Поражение | Зачёт предварительной схватки (1 балл)  |               |
| Финал                          | Томас Юханссон       | Швеция    | Победа    | 2-0                                     |               |

В 1985 г., посредством химиотерапии он успешно преодолел рецидив заболевания. В 1987 г. завоевал бронзу на Кубке мира в американском Олбани.
По окончании борцовской карьеры многие годы работал в качестве директора американской федерации борьбы. В 1994 г. он впервые выступил в роли комментатора ММА на турнире UFC 4 и работал на 29 турнирах UFC, вплоть до UFC 32. Кроме того, являлся одним из создателей правил ММА, которыми пользуются в настоящее время по всему миру и более того, является автором самого термина Mixed Martial Arts 
В 1999 г. был введен в Зал национальной борцовской славы США.
Умер 24 октября 2012 года от осложнения после операции на сердце. На тот момент являлся тренером в школе в Баллстоун-Лэйк. 